# De sater en de boer (Jordaens)
De sater en de boer is de titel van zeven schilderijen van Jacques Jordaens over een fabel van Aisopos. Beroemde versies hangen in het Oldmasters Museum van Brussel en in de Alte Pinakothek te München.
De schilderijen tonen de boer (of de reiziger) die in zijn soep blaast om ze af te koelen, terwijl hij eerder in zijn handen blies om deze op te warmen, tot verbazing van de sater. Deze fabel staat aan de oorsprong van de uitdrukking "warm en koud (tegelijk) blazen".

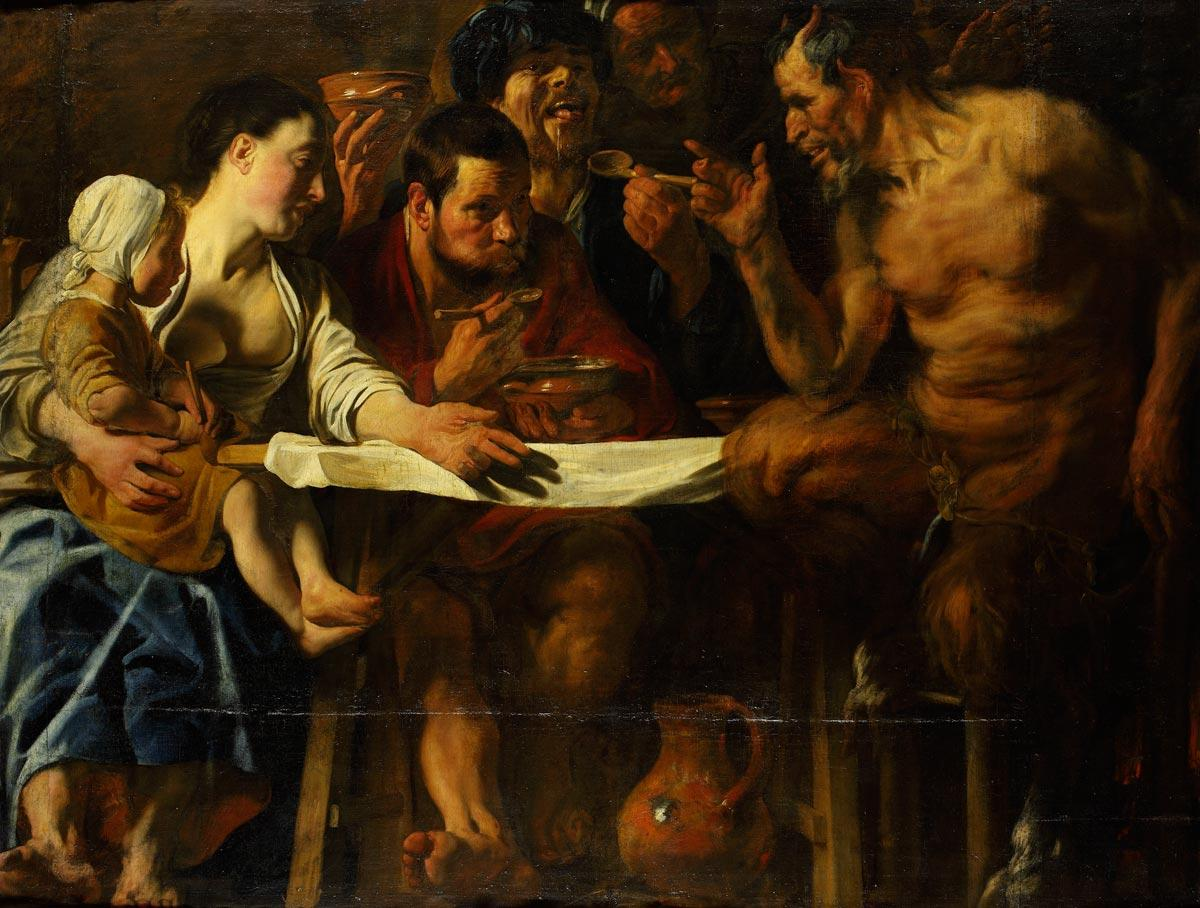
1620, Poesjkinmuseum, Moskou
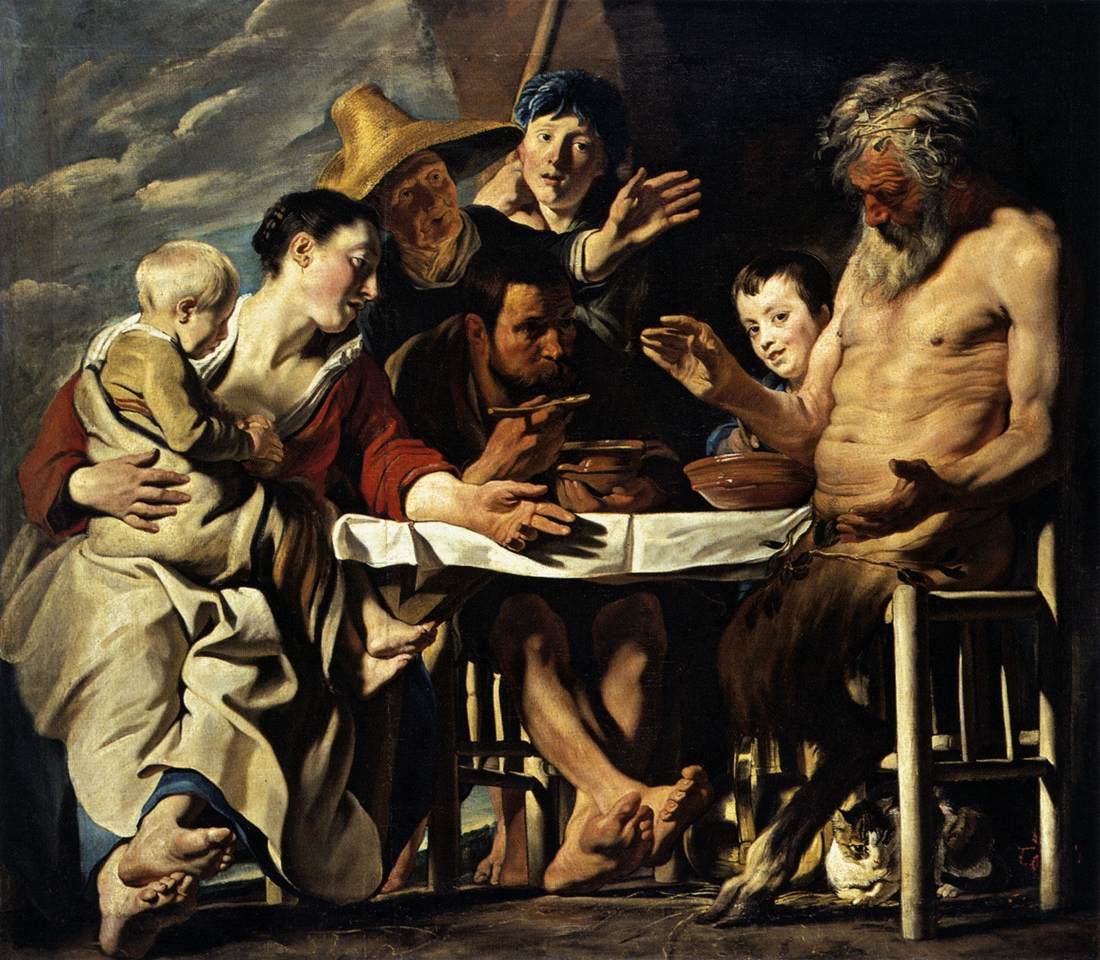
ca. 1620, Gemäldegalerie Alte Meister, Kassel
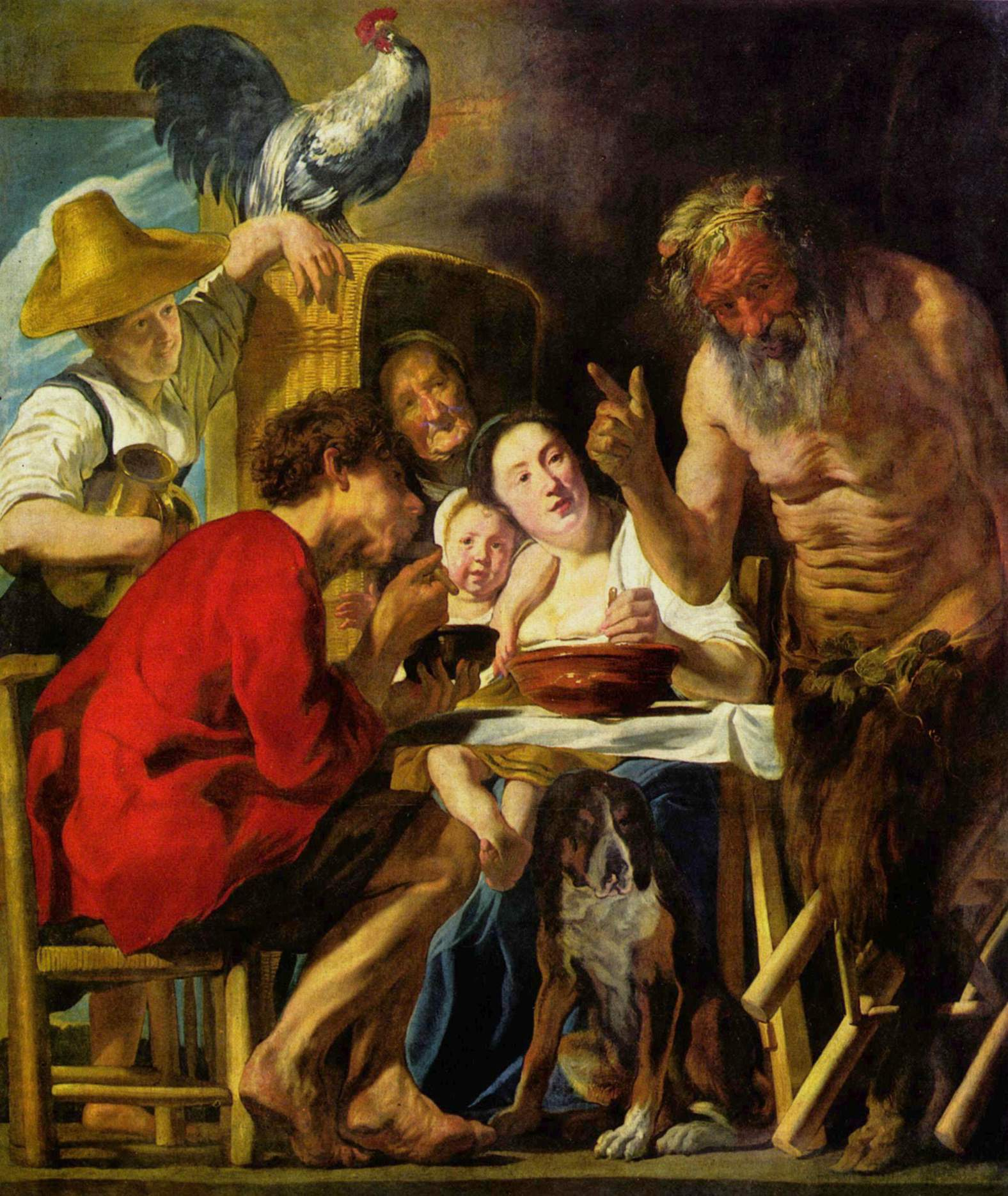
ca. 1620-1621, Oldmasters Museum, Brussel
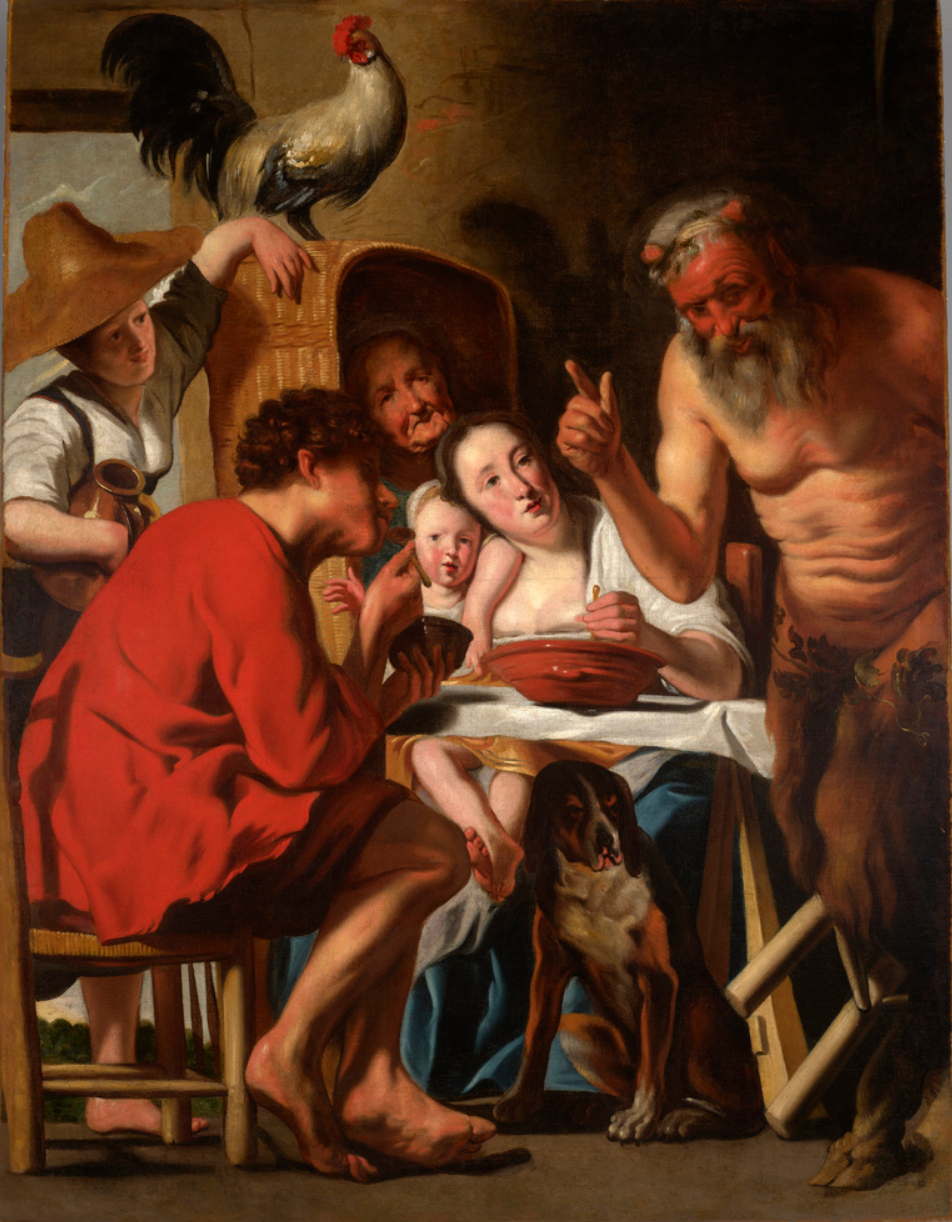
1620, Czartoryski Museum, Krakau
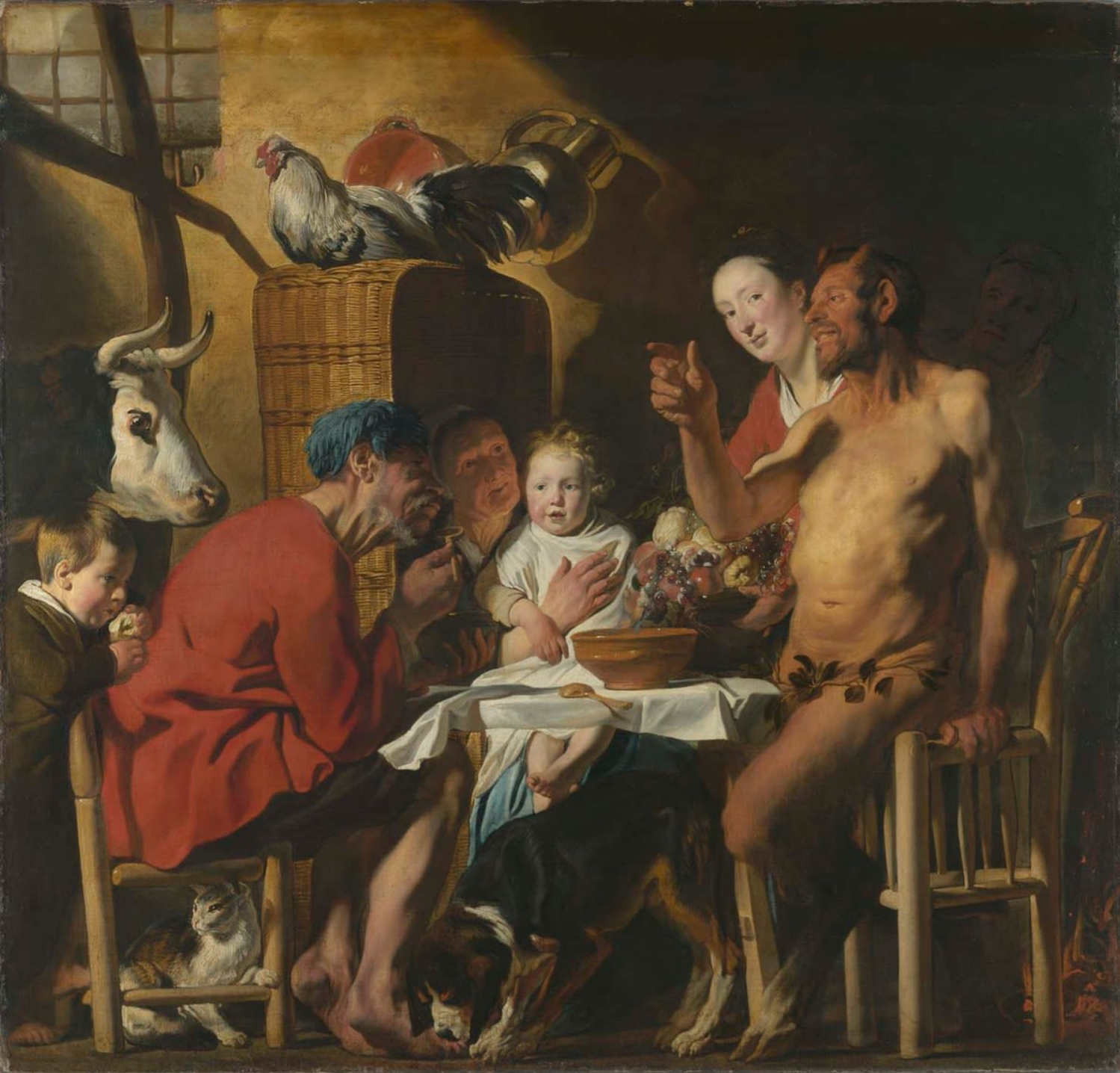
1620-1621, Alte Pinakothek, München
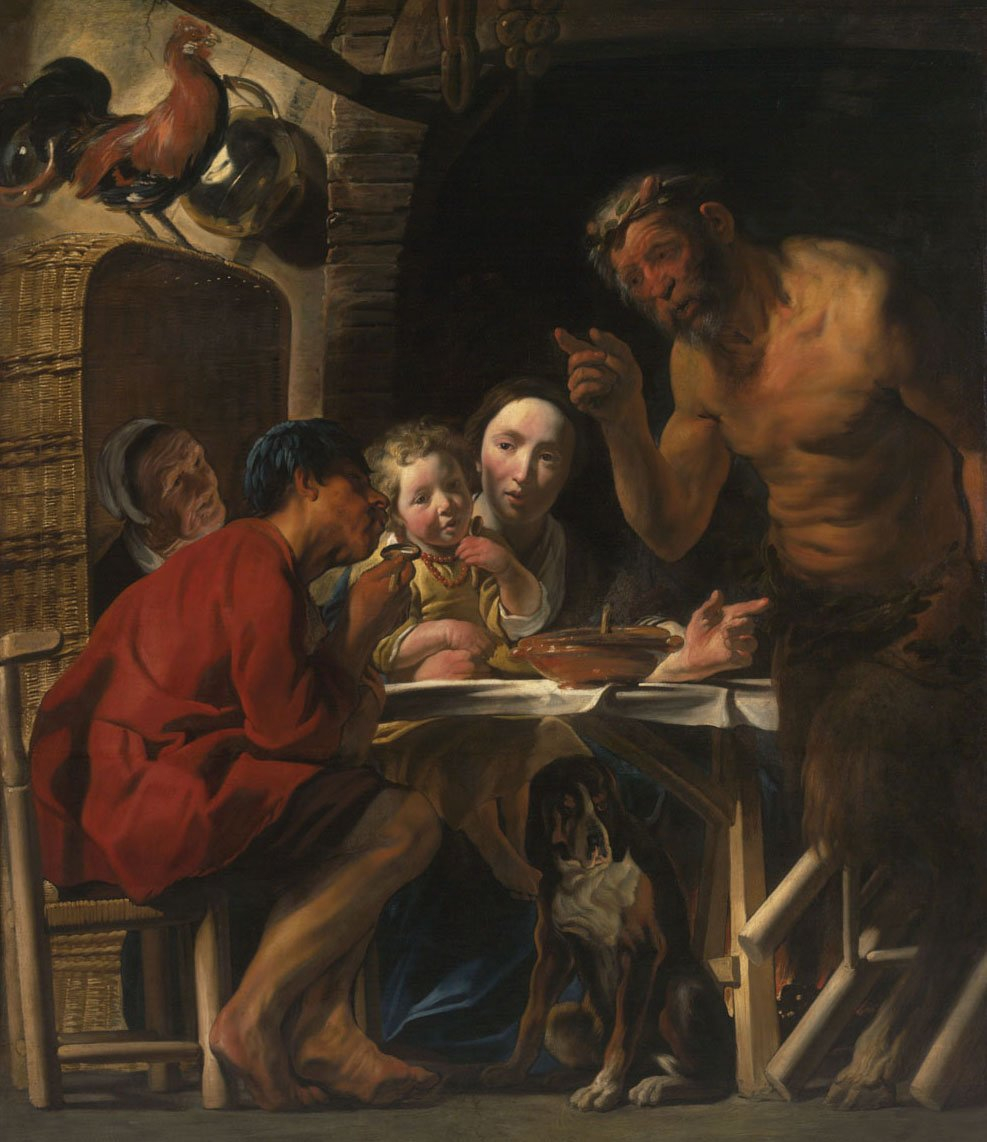
c. 1625, Szépművészeti Múzeum, Boedapest
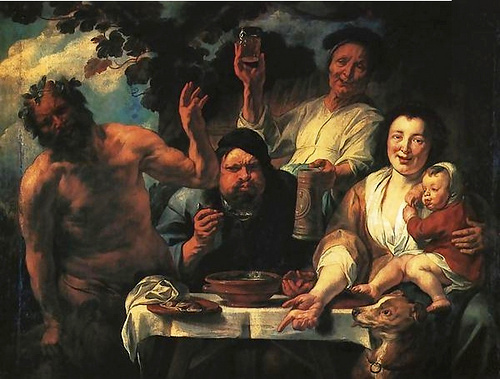
ca. 1640-1645, Oldmasters Museum, Brussel